# كلاتة أبريشم (جرغلان)
کلاتة أبریشم (بالفارسية: کلاته ابریشم) هي قرية تقع في إيران في قسم جرغلان الريفي. يقدر عدد سكانها بـ 1,081 نسمة .